# Атлантически океан
Атлантическият океан е вторият по големина океан на Земята (след Тихия океан), заемащ приблизително една пета от нейната площ и е част от Световния океан. Разположен е между Северна и Южна Америка на запад, Европа и Африка на изток. На югозапад се свързва с Тихия океан, на югоизток – с Индийския океан и на север – със Северния ледовит океан.
Атлантическият океан се е образувал при отдалечаване на литосферните плочи преди 195 милиона години. В продължение на много векове той е бил отправна точка на европейските изследователи. Днес той продължава да бъде важна транспортна връзка за страните, които имат излаз на него и заема важна геополитическа роля.

## Етимология
Името на океана за първи път се среща през V в. пр.н.е. в трудовете на гръцкия историк Херодот, който пише, че „морето на запад от Херкулесовите стълбове се нарича Атланти́с (на старогръцки: Ἀτλαντίς – Атлантида)“. Името произлиза от известния в Древна Гърция мит за Атлант, титан, държащ на своите рамене небесния свод в крайната западна точка на Средиземноморието. Римският учен Плиний Стари през І век употребява съвременното название Океанус Атлантикус (на латински: Oceanus Atlanticus) – „Атлантически океан“. В различно време отделните части на океана са се наричали Западен океан, Северно море, Външно море. От средата на XVII век единственото название, отнасящо се за цялата му акватория става Атлантически океан.

## Географска характеристика

### Географско положение, граници, географски показатели
Атлантическият океан заема приблизително 22% от повърхността на Земята. На запад граничи със Северна и Южна Америка. На север граничи с южните брегове на Гренландия и Исландия, а границата му със Северния ледовит океан се прекарва по протока Хъдсън, протока Дейвис, Датския проток и южния край на Норвежко море (в някои западни източници Норвежко море се причислява към Атлантическия океан). На изток граничи с Европа, Азия и Африка, като тук неговите вътрешни морета (Средиземно, Черно и др.) навлизат далеч на изток в сушата. На югоизток границата му с Индийския океан се прекарва по 20° и.д. от Иглен нос (най-южната точка на Африка) до бреговете на Антарктида, а на югозапад границата му с Тихия океан се прекарва по меридиана от нос Хорн до Антарктическия полуостров на Антарктида през протока Дрейк и по най-източния край на Магелановия проток. На юг мие северните брегове на Антарктида (според някои западни географи достига до 60° ю.ш. и на юг граничи с т.нар. Южен океан). На изток и на запад чрез изкуствено прокопаните Суецки и Панамски канал се свързва съответно с Индийския и с Тихия океан.
Океанът има формата на латинската буква „S“, като се стеснява при екватора и се разширява на север и на юг от него. От север на юг дължината му е около 15 000 km. Широчината му е сравнително малка и варира от 2848 km между Бразилия и Сиера Леоне до над 6400 km на юг. Площта му заедно с моретата е 91 140,8 хил. km², средна дълбочина 3339 m, среден обем 337 541 km³ (без моретата съответно 82 441,5 хил. km², средна дълбочина 3926 m, среден обем 323 613 km³.

### Морета, заливи
Атлантическия океан е на второ място след Тихия океан по броя на своите съставни морета – 18 броя. Повечето от тях се отнасят към вътрешните морета, а останалите към периферните и полузатворените. От своя страна вътрешните морета по степента на влиянието на заобикалящата ги суша и връзката си с океана се делят на средиземни (Балтийско, Азовско, Черно, Мраморно, Средиземно) и полузатворени (Егейско, Адриатическо, Тиренско, Карибско, Мексикански залив, заливът Сейнт Лорънс, Северно и др.). Към периферните морета се отнасят моретата Уедъл, Скотия, Лазарев, Лабрадор, Саргасово.
- Адриатическо море
- Азовско море
- Балтийско море
- Егейско море
- Ирландско море
- Йонийско море
- Карибско море
- Лабрадорско море
- море Лазарев
- Лигурско море
- Мраморно море
- Саргасово море
- Северно море
- море Скотия
- Средиземно море
- Тиренско море
- море Уедъл
- Черно море

Освен упоменатите по-горе морски басейни в Атлантическия океан има големи морски заливи, като някои от тях са признати от Международната хидрографска организация за отделни водни басейни: Ла Плата, Мексикански залив, Мейн, Фънди, Сейнт Лорънс, Бискайски залив, Сидра, Гвинейски залив и др.

### Острови
Островите с континентален произход са разположени предимно в близост до бреговете: Великобритания, Ирландия, Корсика, Сардиния, Сицилия, Крит, Нюфаундленд, Големите Антилски острови, частично Малките Антилски острови, Канарски острови, Кабо Верде, Фолклъндски острови и др. В откритите части на океана островите са малко и всички те са с вулканичен произход: Азорски острови, Бермудски острови, Света Елена, Тристан да Куня, Буве, Южна Джорджия, Южни Сандвичеви острови, Южни Оркнейски острови и др.

### Брегове
Бреговата линия на Атлантическия океан е най-силно разчленена в северната част (крайбрежието на Северна Америка и Европа), като тук са разположени почти всички вътрешни морета, големи заливи и полуострови (Юкатан, Флорида, Нова Скотия, Скандинавски, Ютландия, Пиренейски, Апенински, Балкански, Кримски и др.). Южните брегове на океана са слабо разчленени и тук по значителни заливи и полуострови има само по крайбрежието на Южна Америка. Бреговете му са предимно коренни, на запад преобладават наносните, а на юг, в Антарктида ледените.

### Климат
Голямото меридионално протежение на Атлантическия океан определя разнообразието на климатичните условия на неговата повърхност. Той е разположен във всички климатични пояси, от екваториален до субарктичен на север и антарктичен на юг. Голяма част от площта му, приблизително между 40° с.ш. и 40° ю.ш. се намира в поясите с екваториален, тропичен и субтропичен климат. Над океана се развиват 4 основни атмосферни центрове – Исландски и Антарктически минимуми, Североатлантически и Южноатлантически максимуми, които са разделени в района на екватора от зона на ниско налягане. Тези центрове при взаимодействието си с области с различно налягане, развиващо се над околните континенти, обуславят господството на силните западни ветрове в умерените ширини, североизточните и югоизточните ветрове (пасати) в субтропичните и тропичните ширини, съответно в Северното и Южното полукълбо. Най-голяма сила ветровете достигат в умерените ширини, особено в южните му части. Тук щормовите ветрове са толкова често явление, че южните умерени ширини са получили прословутото название „ревящите четиридесет“. Силни ветрове са характерни и за района на Бискайския залив. За северните тропически ширини от юни до октомври-ноември са характерни тропическите, т.нар. вестиндийски урагани, пресичащи океана от изток на запад, като най-голяма сила достигат в района на Карибско море и Мексиканския залив.
Температурата на въздуха през зимата, през февруари (август в южната част на океана) се изменя от 25 °C на екватора, до 0 °C на 60° с.ш. и от -8 до -10 °C на 60° ю.ш., като в крайните северозападни и южни райони температурата се понижава до -25 °C и по-ниско. През лятото, август (февруари в южната част на океана) температурите се изменят от 26 – 28 °C на екватора, 8 – 12 °C на 60° с.ш. и 0 – 2° на 60° ю.ш. В море Уедъл температурата е от -4 до -6 °C. В територия на Атлантическия океан, разположена на север от 40° ю.ш. съществува съществена разлика между температурата на въздуха в източните и западните му части, предизвикана от господството в тях на топли или студени океански течения. На север от 30° с.ш. температурата на запад е с 10 °C по-ниска от тази на изток, а между 30° с.ш. и 40° с.ш. на запад е с 5 °C по-висока от тази на изток.
Следната годишна облачност в областите с ниско атмосферно налягане в северните умерени, високите южни и екваториалните ширини е 60 – 80%, а в областите с високо атмосферно налягане в субтропиците намалява до 30 – 40%.
Годишната сума на валежите се изменя както следва: на екватора над 2000 mm, в умерените ширини 1000 – 1500 mm, в субтропичните ширини и в Антарктика намалява до 250 – 500 mm, в районите, граничещи с пустинните брегове на Африка – до 100 mm, а в най-южните части, край бреговете на Антарктида – под 100 mm. Мъглите са характерно явление за райони където се срещат топли и студени води (Голямата Нюфаундлендска плитчина, близо до входа на залива Ла Плата и др.) и за южните умерени ширини, където топъл въздух преминава над студени повърхностни води. В района на островите Кабо Верде се наблюдават прашни мъгли, пренасяни от североизточните пасати от Сахара.

### Флора и фауна

#### Флора
Растителния свят в Атлантическия океан е много разнообразен. Дънната растителност (фитобентос), заемаща крайбрежната зона на дълбочина до 100 m, покрива около 2% от площта му и включва кафяви, зелени и червени водорасли, а също и растения живеещи в солена вода (филоспадикс, зостер, посейдония). Между дънната растителност в северните и южни части на океана има сходства, но водещите форми са представени от различни видове, а понякога и родове. Най-ясно изразено е сходството на растителността между източните и западните му крайбрежия. По ширина (на север и юг) се наблюдава ясно изразена географска смяна на основните форми на дънната растителност. Във високите арктически ширини, където повърхността дълго време е покрита с ледове, зоните с дълбочина до 100 m (литорална област) са лишени от растителност. Основната маса от фитобентоса в сублиторалната зана съставляват ламинариите с примеси от червени водорасли. В умерената зона покрай американските и европейските брегове е характерно бурното развитие на фитобентоса. В литоралната зона преобладават кафявите водорасли (фукуси и аскофилуми). В сублиторалната зона те се сменят с видове от ламинарии, алярии, десмарестии и червени водорасли (фурцелария, анфелция, литотамнион, родимения и др.), а върху тинестите дъна е разпространен зостер. В умерените и студените зони на Южното полукълбо преобладават кафявите водорасли, в частност ламинарията. В тропическата литорална зона и в горните хоризонти на сублиторалната зона, вследствие на силното нагряване на водата и интензивното изпарение, растителност почти отсъства. Между 20 и 40° с.ш. и 30 и 60° з.д. в Атлантическия океан е разположено т.нар. Саргасово море, характеризиращо се с постоянното присъствие на огромно количество плаващи кафяви водорасли – саргаси.
Фитопланктона, в отличие от фитобентоса, се развива по цялата площ на океана в горния 100-метров слой, но най-голяма концентрация достига в горния 40 – 50-метров слой. Той се състои от малки едноклетъчни водорасли (диатомеи, перидинеи, синьо-зелени, коколинити и др.). Масата на фитопланктона се колебае от 1 до 100 mg/m3, а във високите ширини (50 – 60°) на Северното и Южното полукълбо, а в периода на масовото си развитие („цъфтежа“) достига 10 g/m3 и повече. В студените и умерените зони в северните и южните части на океана преобладава диатомеята, съставляваща основната маса на фитопланктона. За крайбрежните райони на Северния Атлантик през пролетта е характерно масовото развитие на феоцистис (род от златистите водорасли). В тропиците широко са разпространени различните видове коколити и синьо-зелените водорасли триходесмиум. Най-голямо количествено развитие на фитопланктон във високите ширини на Атлантическия океан се наблюдава през лятото в периода на най-интензивната инсолация. За умерените ширини са характерни два пика в развитието на фитопланктона: пролетен „цъфтеж“ с максимална биомаса и есенен „цъфтеж“, значително по-слаб от пролетния. В тропическите области развитието на фитопланктона е целогодишно, но биомасата като количество е малка. Като цяло растителността в тропическите области на океана се характеризира с голямо качествено разнообразие, но със слабо количествено развитие за разлика от растителността в умерените и студените зони.

#### Фауна
Животинските организми населяват целият слой вода на Атлантическия океан. Разнообразието на животинския свят се увеличава от студените към тропичните ширини. В студените и умерените пояси животинския свят наброява хиляди видове, а в тропическите – десетки хиляди. За студените и умерените пояси са характерни: от бозайниците – китове и перконоги, от рибите – селдови, трескови, лъчеперести, камбалови, а в зоопланктона се отбелязва силно преобладаване на веслоногите ракообразни и коремоногите молюски. Между фауната на умерените пояси в двете полукълба се наблюдава голямо сходство. Не по-малко от 100 вида животни отнасящи се към биполярните, т.е характерни за студените и умерените пояси отсъстват в тропиците. Към тях се отнасят тюлени, перконоги, китове, шпроти, сардини, анчоуси, много безгръбначни, в т.ч. миди. За тропическите пояси на океана са характерни: кашалот, морска костенурка, ракообразни, акули, летящи риби, крабове, королови полипи, сцифоидни медузи, сифонофори, радиоларии. Саргасово море има своеобразна фауна, като тук обитават както свободно плаващи животни (макрелови, летящи либи, морски игли, крабове и др.) така и прикрепени към водорасли (актинии, гъби и др.). Дълбоководната фауна на Атлантическия океан е богато представена от гъби, корали, иглокожи, ракообразни, риби и др. Тази фауна се поделя в самостоятелна атлантическа дълбоководна област.

## Геология

### Геоложка история
Атлантическият океан се е образувал през мезозоя в резултат на разделянето на древния суперконтинент Пангея на южния материк Гондвана и северния Лавразия. В резултат на разнопосочното им движение в самия край на триаса се образува първата океанска литосфера на днешния Северен Атлантик. Образуваната рифтова зона е западното продължение на рифтовите пукнатини на океана Тетис. Атлантическата депресия в ранния стадий от развитието си се образува като съединение на двата големи океански басейна – океана Тетис на изток и Тихия океан на запад. По-нататъшното разрастване на депресията на Атлантическия океан е за сметка на намаляването на размерите на Тихия океан. В ранноюрския период Гондвана започва да се разделя на Африка и Южна Америка и се образува океанската литосфера на съвременния Южен Атлантик. През кредата се разделя и Лавразия и започва отделянето на Северна Америка от Европа. При този процес Гренландия, измествайки се на север, се отделя от Скандинавия и Канада. В течение на последните 40 милиона години, включително и в днешно време продължава разкриването на басейна на Атлантическия океан по рифтовата ос, разположена приблизително в средата на океана. Движението на тектоничните плочи продължава и понастоящем. В Южния Атлантик продължава раздалечаването на Африканската и Южноамериканската плоча със скорост 2,9 – 4 cm/година. В Централния Атлантик се раздалечават Африканската, Южноамериканската и Северноамериканската плочи със скорост 2,6 – 2,9 cm на година. В Северния Атлантик продължава това на Евразийската и Северноамериканската плоча със скорост 1,7 – 2,3 cm на година. Северноамериканската и Южноамериканската плочи се придвижват на запад, Африканската – на североизток, а Евразийската – на югоизток, образувайки пояс на нагъване в района на Средиземно море.

### Геоложки строеж
За подводните краища на континентите ограждащи океана е свойствена континенталния тип земна кора и континентални платформени структури, които, като правило, се спускат по континенталния склон. Тяхното продължение към океана се проследява само в Бискайския и Мексиканския заливи, а на други места е неизвестно. Дъното на котловините е постлано с океанска земна кора, състояща се от три слоя: слой от рохкави наслаги; т.нар. „втори“ слой, характеризиращ се със скорост на сеизмичните вълни около 5,0 km/s който е изграден от седименти с вулканичен и магмен произход и трети т.н. „базалтов“ слой със скорост на сеизмичните вълни от пърядъка на 6,7 km/s, който вероятно е изграден от скали от габро и базалт и серпинтинизирони ултраосновни породи. По-надолу се намират скали от горната мантия, характеризиращи се със скорост на сеизмичните вълни от порядъка на 8,3 km/s и са представени от перидотити и дунити. В структурата на Средния Атлантически хребет седиментния слой почти отсъства, „вторият“ и „базалтовият“ слоеве са тънки, в рифтовите зони на места разкъсани, така че на дъното се откриват ултраосновни скали. Тук, по сеизмични данни, залягат полуразтопени скали от горната мантия, характеризиращи се със скорост на вълните от порядъка на 7,3 – 7,6 km/s.
Изходите на коренните скали се срещат по континенталния склон във вид на седиментни и метаморфни образувания с различна възраст, назад чак до кредния период. В подводните вулканични планини и по вулканичните острови са открити толеитови и основни базалти, а по гребените на Средния Атлантически хребет – базалти и скали с основен (габро) и ултраосновен (дунити, перидотити) състав. Серпентинитите, развили се по перидотите и зелено-каменните породи са се образували в резултат от регионалната метаморфоза на базалтите и габрото в основата на земната кора. Породите с ултраосновен характер се откриват в района на остров Сау Паулу. Предполага се, че те са с дълбочинен (мантиен) произход и възрастта им е от порядъка на 4,5 млрд. години (близки до възрастта на Земята).
Към рифтовите каньони, спускащи се от Средния Атлантически хребет са привързани т.н. рифтогенни наслаги, представляващи продукти на разрушени дълбочинни породи. Хомогенните наслаги са развити във вид на глауконитови пясъци и фосфоритови конкреции в областта на подводните краища на континентите и във вид на желязно-манганови конкреции по дъната на дълбоките котловини. В северните и южните части на океана съществено влияние върху състава на дънните наслаги оказват влияние грубообработените материали от плаващите ледове и айсберги. Сред седиментите в дълбоките подводни котловини голяма роля играят наслагите от суспензионните потоци.
Дънните наслаги в Атлантическия океан, максималната мощност на които по дъната на котловините достига 800 – 1000 m, по своя произход се делят на няколко типа. Теригенните наслаги (баластро-чакълести, пясъчни и тинести) са разпространени предимно по подводните краища на континентите. Биогенните наслаги са представени от карбонатни (над 30% CaCO) и силициеви (над 10% аморфен SiO2) отложения. Карбонатните отложения (65% от дъното на океана) постилат склоновете Средния Атлантически хребет, значителни пространства от дъната на котловините и склоновете на подводните възвишения в техните предели. Силициевите отложения (около 10% от дъното на океана) са разпространени само в южната му част, в близост до Антарктида. Полигенните наслаги (около 26% от дъното на океана) имат смесен произход и са представени от червени дълбоководни глини, които покриват най-дълбоките части на котловините. Вулканогенните наслаги са отложения с примеси от вулканична пепел и са разпространени в районите с вулканични острови.

### Релеф на дъното
Атлантическият океан се е образувал вследствие на раздалечаване на Евроазиатската, Африканската и Американската литосферни плочи. По разделящите ги разломни линии непрекъснато постъпва магма. След нейното втвърдяване се образува СОХ (средноокеански хребет), т.нар. Среден Атлантически хребет. Той се простира по дъното от най-северните до най-южните части на океана, като на места се показва над водата във вид на вулканични острови. Атлантическият океан ежегодно увеличава ширината си с няколко сантиметра.

#### Подводни граници на континентите
Значителни площи от шелфа в северното полукълбо са в непосредствена близост до бреговете на Северна Америка и Европа. През кватернера по-голямата част от континенталния шелф е изложен на континенталното заледяване по време на ледниковия период, което формира реликтови ледникови земни форми. Друг елемент на реликтовия релеф на шелфа са потопените речни долини, които се срещат в почти всички шелфови зони на Атлантическия океан. Широко са разпространени реликтовите континентални отлагания. Край бреговете на Африка и Южна Америка шелфа заема по-малки площи, но в южната част на Южна Америка той значително се разширява (т.нар. патагонски шелф). Приливните течения образуват пясъчни хребети, които са най-разпространени от съвременните подводни земни форми. Те са характерни за шелфа в Северно море, голям брой има в Ла Манш, както и по шелфовете на Северна и Южна Америка. В екваториално – тропическите води (особено в Карибско море, по плитчините (банки) край Бахамските острови, край бреговете на Южна Америка) са разнообразно и широко представени кораловите рифове.
Континенталният склон в повечето райони на Атлантическия океан е с изразени стръмни склонове, понякога със стъпаловиден профил и дълбоко разчленени от подводни каньони. В някои райони континенталния склон е допълнен от гранични плата: Блейк, Сао Пауло, Фолкландско плато – на подводните граници на Америка, Подкюпайн и Гобан – на подводния край на Европа. Нагъната структура е и Фарьорско-Исландския праг, който се простира от Исландия до Северно море. В този район се намира и възвишението Роккол, което също е потопен дял от подводната част на Европейския субконтинент..
Континенталното подножие в по-голямата част от протежението си е акумулационна равнина, която се намира на дълбочина от 3 – 4 km, запълнена с дебел няколко километра утаечен слой. Три от реките, вливащи се в Атлантическия океан, са сред десетте най-големи в света – Мисисипи (500 милиона тона наноси годишно), Амазонка (499 милиона тона) и Оранжева река (153 милиона тона). Общият обем на утайките, доставяни всяка година в Атлантическия басейн само от 22-те най-големи реки, е повече от 1,8 милиарда тона. В някои области на континенталното подножие има големи утаечни конуси, сред които най-значимите са на реките Хъдсън, Амазонка, Рона, Нигер и Конго. Покрай северноамериканската континентална граница поради дънните течения на студени арктически води в южно направление са образувани гигантски акумулационни форми на релефа (например „седиментните“ Нюфаунлендски, Блейк-Бахамски и други хребети).

#### Преходна зона
Преходните зони в Атлантическия океан са представени от следните области: Карибска, Средиземноморска и област на море Скотия (или Южносандвичева). Към Карибската област се отнасят: Карибско море, дълбоководната част на Мексиканския залив, островните дъги и дълбоководните падини. В нея могат да се отделят следните островни дъги: Кубинска, Кайман—Сиера-Маестра, Ямайка—Южно Хаити, външната и вътрешната дъги на Малките Антилски острови. Освен тях тук се намират подводното възвишение Никарагуа, хребетите Беата и Авес. Кубинската дъга има сложна структура и е от ларамийската орогенеза. Нейно продължение са северните върхове на остров Хаити. Нагънатата структура на Кайман—Сиера Маестра, която е от миоцена, започва от планините Мая на полуостров Юкатан, после продължава под формата на подводния хребет Кайман и планинския хребет на Южна Куба Сиера Маестра. Малката Антилска дъга включва редица вулканични образувания (в това число три вулкана (например Мон-Пеле). Съставът на вулканичните изригвания са андезити, базалти, дацити. От юг Карибско море е оградено от два паралелни млади хребета: дъгата на Подветренните острови и планинската верига на Карибските Анди, преминаваща на изток в островите Тринидад и Тобаго. Островните дъги и подводни хребети делят дъното на Карибско море на няколко котловини, които са запълнени от дебел слой карбонатни дънни утайки. Най-дълбоката от тях е Венецуелската (5649 m). Тук има две дълбоководни океански падини – Кайман (7090 m) и Пуерто Рико (с най-голямата дълбочина на целия Атлантически океан – 8742 m).
Районите на хребета Скотия и Южните Сандвичеви острови са бордерланди – участъци от подводната континентална покрайнина, раздробени от тектонични движения на земната кора. Островната дъга на Южните Сандвичеви острови са състои от редица вулкани. От изток тя граничи с Южносандвичевата дълбоководна падина с максимална дълбочина 8264 m. Планинският и хълмист релеф на дъното на морето Скотия е свързан с осевата зона на един от съответните средноокеански хребети.

#### Средноатлантически хребет
Меридионалният Средноатлантически хребет дели Атлантическия океан на източна и западна част.
Северния Атлантически хребет започва от бреговете на Исландия под името хребет Рейкянес. Осовата му структура е образувана от базалтови гребени, разломните долини в релефа са слабо изразени, но по краищата му има известни действащи вулкани. На 52 – 53° с.ш, хребетът е пресечен от напречните зони на разломите Гибс и Рейкянес. С тях започва Средноатлантическия хребет, с ясно изразена рифтова зона и рифтови долини с многобройни напречни разломи и дълбоки грабени. На 40° с.ш. средноокеанският хребет образува Азорското вулканично плато, с многобройни надводни (образуващи острови) и подводни действащи вулкани. На юг от Азорското плато има рифтова зона, където под варовикови отложения с дебелина 300 m е разположен базалт, а под тях неясна структура от ултраосновни и основни скали. В тази област има съвременна вулканична хидротермална дейност. В екваториалната част, Североатлантическия хребет е разделен от голям брой напречни разломи на редица сегменти, изпитващи значителни (до 300 km) странични измествания един спрямо друго. На самия екватор, с дълбоководните разломи е свързана падината Романш с дълбочина до 7856 m
Южноатлантическият хребет има меридионално разположение. При него са добре изразени разломните долини, броят на напречните разломи е по-малък, ето защо този хребет изглежда по-монолитен в сравнение със Североатлантическия. В южната и средната му части са отделени следните вулканични образувания: плато Възнесение, островите Тристан да Куня, Гоф, Буве. От остров Буве, Южноатлантическият хребет променя посоката си на изток, заобикаля южния край на Африка и в Индийския океан преминава в Западноиндийския средноокеански хребет.
Средноатлантическият хребет дели леглото на Атлантическия океан на две почти равни части. В западната част са планинските образувания: Нюфаундлендски хребет, хребета Баракуда, възвишението Сеара и платото Риу Гранди, които разделят океана на следните котловини: Лабрадорска (4316 m), Нюфаундлендска (5160 m), Северноамериканска (7110 m), Гвианска (4706 m), Бразилска (6537 m) и Аржентинска (6245 m). На изток от средноокеанския хребет леглото е разделено от подводните основи на Канарските острови, възвишението на островите Кабо Верде, Гвинейското възвишение и Китовия хребет на котловините Западноевропейска (5023 m), Иберийска (5815 m), Североафриканска (Канарска 6750 m), Зелени нос (7282 m), Сиера Леоне (6040 m), Гвинейска (5212 m), Анголска (6020 m) и Капска (5457 m). В котловините широко са разпространени плоските абисални равнини, съставени предимно от варовиков биогенен, както и теригенен материал. В голяма част от областта на морското дъно, седиментите са с дебелина над 1 km. Под тях се намира слой от вулканични и уплътнени седиментни скали.
В зоните на котловините, отдалечени от континенталните граници, по периферията на средноокеанските подводни хребети са разпространени абисалните хълмове. Около 600 планини са разположени в пределите на океанското дъно. Голяма група подводни планини се намира в Бермудското плато в Северноамериканската котловина. Има и няколко големи подводни долини, от които най-значителни са долина Хейзен и долина Мори в северната част на Атлантическия океан, простиращи се по двете страни на Средноокеанския хребет.

## Хидрология
Хидроложкият режим на Атлантическия океан се формира под влияние на климатичните условия, водобмена със съседните океани и Средиземно море, а също и конфигурацията на обкръжаващата го суша.

### Циркулация на повърхностните води
Мощни носители на топлинна енергия са кръговите повърхностни течения, разположени от двете страни на екватора – Северното пасатно и Южното пасатно течение, пресичащи океана от изток на запад. Край Малките Антилски острови Северното пасатно течение се разделя на северна част, продължаваща на северозапад покрай бреговете на Големите Антилски острови (Антилско течение) и на южна, навлизаща през протоците на Малките Антилски острови в Карибско море. Оттам през Юкатанския проток то преминава в Мексиканския залив, откъдето излиза през Флоридския проток, образувайки Флоридското течение. То има скорост 10 km/h и дава началото на известното течение Гълфстрийм. Гълфстриймът, следвайки бреговете на Северна Америка, на 40° с.ш., в резултат на въздействието на западните ветрове и силата на Кориолис променя посоката си на изток, а после на североизток и получава името Североатлантическо течение. Западно от Европа на две части. Основният поток на водите му се насочва на североизток, преминава между остров Исландия и Скандинавския полуостров и навлиза в Северния ледовит океан, смекчавайки климата в европейската част на Арктика. От Северния ледовит океан излизат два мощни потока на студени опреснени води – Източногренландското течение, преминаващо край източния бряг на Гренландия и Лабрадорското течение, идващо от Бафиновия залив, което преминава край полуостров Лабрадор и остров Нюфаундленд и прониква на юг до нос Хатерас, изтласквайки Гълфстрийма от крайбрежието на Северна Америка. Вториат клон на Североатлантическото течение завива на югоизток, а след това на юг и вече като студено течение под името Канарско течение в района на Канарските острови и островите Кабо Верде затваря североатлантическия антициклонален кръговрат на повърхностните води.
Южното пасатно течение частично навлиза в северното полукълбо и край най-източната част на Южна Америка се разделя на две части: едната продължава на юг, давайки началото на топлото Бразилско течение, а другата продължава на северозапад, образувайки Гвианското течение, което навлиза в Карибско море. Бразилското течение в района на залива Ла Плата се среща със студеното Фолклъндско течение (северно разклонение на Теченията на западните ветрове). Близо до южния край на Африка от Теченията на западните ветрове на север се отделя студеното Бенгелско течение и се придвижва край брега на Югозападна Африка, като постепенно се отклонява на запад. В южната част на Гвинейския залив то затваря южноатлантическия антициклоналния кръговрат на повърхностните води.

### Воден баланс
Водният баланс на Атлантическия океан е в пряка зависимост от постъпващите в него сладки води, внасяни от реките, валежите и топенето на ледовете в полярните райони, водообменът със съседните океани и Средиземно море и изпарението. Атлантическият океан е океанът, в който постъпват най-много сладки води, внасяни от реките, тъй като в него се вливат едни от най-големите и вай-пълноводните реки на Земята. Най-големи и пълноводни реки, вливащи се в Атлантическия океан:
- Европа – Нева, Западна Двина, Висла, Елба, Рейн, Лоара, Гарона, Тахо, Ебро, Рона, По, Дунав, Днестър, Днепър, Дон, Кубан;
- Африка – Нил, Сенегал, Волта, Нигер, Огове, конго, Кванза, Кунене;
- Южна Америка – Рио Негро, Рио Колорадо, Парана, Уругвай, Сан Франсиску, Парнаиба, Токантинс, Амазонка, Ориноко, Магдалена;
- Северна Америка –Рио Гранде, Мисисипи, Хъдсън, Сейнт Лорънс.

| Приход | Количество води в хил. km³ на година | Разход | Количество води в хил. km³ на година |
| --- | ------------------------------------ | --- | ------------------------------------ |
| От Северния ледовит океан през протоците: Дейвис, Датски, Фарьорско-Исландски, Фарьорско-Шетлъндски                               | 260                                  | В Северния ледовит океан през протоците: Дейвис, Датски, Фарьорско-Исландски, Фарьорско-Шетлъндски                                     | 225                                  |
| От Средиземно море през Гибралтарския проток                                                                                      | 52                                   | В Средиземно море през Гибралтарския проток                                                                                            | 55                                   |
| От Тихия океан през протока Дрейк чрез Антарктическото циркумполярно течение                                                      | 3470                                 | В Тихия океан от Атлантическия океан през протока Дрейк с Крайбрежното антарктическо течение, дълбочинните и придънни води             | 210                                  |
| От Индийския океан през разреза Африка – Антарктида (20° и.д.) с Крайбрежното антарктическо течение, дълбочинните и придънни води | 1692                                 | В Индийския океан през разреза Африка – Антарктида (20° и.д.) с Теченията на западните ветрове (Антарктическото циркумполярно течение) | 4976                                 |
| Валежи | 93                                   | Изпарение | 125                                  |
| Речен приток | 20                                   | |                                      |
| Подземен приток | 1                                    | |                                      |
| Приход от топенето на арктическите ледове                                                                                         | 2                                    | |                                      |
| Приход от топенето на антарктическите ледове                                                                                      | 1                                    | |                                      |
| Общо | 5591                                 | Общо | 5591                                 |

### Температура на водата
Топлинният баланс на Атлантическия океан се образува от радиационния баланс, загубата на топлина от изпарение и турбулентният обмен с атмосферата. Най-висок положетелен топлинен баланс 2,5 – 3,3 GJ/m²/г. (60 – 80 kcal/cm²/г.) има на екватора и се приближава към 0 на 30° северна и южна ширина. С увеличаване на географската ширина топлинният баланс става отрицателен. По този начин поглъщането на топлина на повърхността на океана става основно между 30° северна и южна ширина, а в останалата част повърхността на океана отдава топлина в атмосферата. Температурата на водата на повърхността през зимата, февруари (август в южната част на океана) на екватора е 27 – 28 °C, на 60° с.ш. 6 °C, на 60° ю.ш. -1 °C. През лятото, август (февруари в южната част на океана) на екватора е 26 °C, на 60° с.ш. 10 °C, на 60° ю.ш. около 0 °C. Под влияние на топлите и студените течения се създава голяма разлика в температурата на изток и на запад в пределите на една зона. На север от 30° с.ш. на запад температурата е приблизително с 10 °C по-ниска от тази на изток, а между 30° с.ш. и 40° с.ш. е ситуацията е обратна, като температурата е с 5 °C по-висока от тази на изток. На юг от 40° ю.ш., където преобладават зоналните повърхности водни течения тази разлика изчезва.

### Соленост, плътност, цвят
Солеността на водата зависи основно от водния баланс, който има най-голямо значение в тясна крайбрежна полоса в крайустиевите части на реките. В открития океан солеността се определя основно от съотношението между изпарението и валежите. Най-голямо изпарение 1640 – 1660 mm/г. има в тропичните и субтропичните ширини, на екватора намалява до 1400 mm/г., на 60° с.ш. до 780 mm/г., на 60° ю.ш. до 320 mm/г. Най-голямо количество валежи – около 1770 mm/г. има на екватора, на 20° с.ш. тяхното количество намалява до 640 mm/г., а на 20° ю.ш. до 270 mm/г. В умерените ширини количеството отново се повишава до 1100 – 1200 mm/г. В тази връзка най-голяма соленост (37,25‰) има в тропичните и субтропичните ширини, на екватора намалява до 35‰, в южните умерени ширини до 34‰ и в антарктическите райони до 33,6 – 33,8‰. В северните умерени ширина на запад е 32‰, а на изток 35,5‰.
Най-голяма плътност на водата се наблюдава в североизточните и южните части на океана, където превишава 1027 kg/m3, а намаляка към екватора до 1022,5 kg/m3. Съдържанието на кислород в повърхностния слой се изменя от 4 l/m3 на екватора до 7,5 l/m3 във високите ширини. Цветът на водата в субтропичните и тропичните ширини е тъмносин и син, а в умерените и високите ширини преобладават зелените оттенъци. Най-висока прозрачност има водата на Саргасово море – до 66 m.

### Приливи
Приливите в Атлантическия океан са основно полуденонощни. В него са измерени едни от най-големите приливи на Земята – във фиордовите заливи на Канада Унгава – 12,4 m и Фробишър – 16,6 m) и във Великобритания (до 14,4 m в Бристолския залив). Най-голямата величина на прилив в света е фиксирана в залива Фънди, на източното крайбрежие на Канада, където максималният прилив достига 15,6 – 18 m. В откритите му части приливите са около 1 m (остров Света Елена 0,8 m, остров Възнесение 0,6 m). В отделни райони приливите са смесени или денонощни с височина от 0,5 до 2,2 m.

### Ледови явления
Ледена покривка в северните части на Атлантическия океан се образува само във вътрешните морета на умерените ширини (Балтийско, Азовско, Черно, залива Сейн Лорънс и др.), където те имат само няколкомесечен живот. В открития океан голямо количество ледове и айсберги се изнасят от Северния ледовит океан (Бафинов залив, Гренландско море). Средната граница на плаващите ледове и айсберги преминава приблизително около 40° с.ш., но в отделни случаи айсберги се срещат в западната част на океана до 31° с.ш. В южните му части морски ледове и айсберги се образуват край бреговете на Антарктида и в море Уедъл. Те най-много се придвижват на север в началото на лятото (ноември и декември), когато тяхната граница преминава по 40° ю.ш. в средните части на океана и до 35° ю.ш. на запад и изток. Най-слабо разпространение имат през зимата (август и септември), когато се пренасят от ветровете и теченията приблизително до 55° ю.ш. През февруари и март (лятото в Южното полукълбо) неподвижни ледени пространства остават само в крайбрежната полоса на Авнарктида и в море Уедъл.

### Дълбочинна циркулация
Дълбочинната циркулация и вертикалната структура на Атлантическия океан се образува от води, потъващи надолу в резултат на увеличаване на тяхната плътност в зоните на сходимост (конвергенция) на повъхностните течения в антарктическите ширини и дълбочинни води, постъпващи от Средиземно море и Северния ледовит океан. В зоната на конвергенция плътността на водата се увеличава в резултат от смесването на води с различна температура и соленост. Плътността се увеличава толкова повече, колкото повече е разликата в температурата и солеността на смесващите се води и колкото по-ниска е температурата им. В съответствие с това потъващите води във високите ширини заемат по-ниски хоризонти в океана. Подповърхностните води в субтропичните ширини потъват надолу и заемат слой под повърхностните води на дълбочина от 100 – 150 m до 400 – 500 m. Те имат температура от 10 до 22 °C, висока соленост 34,8 – 36,0‰ и в отделни места се отличават с ниско съдържание на кислород (в източните части на субтропичните ширини 1,0 – 1,5 l/m3). В останалите части на океана количеството на кислорода съставлава 4,0 – 5,5 l/m3, а на юг достига до 7,0 l/m3. Междинните води потъват в субполярните зони на конвергенция и се разполагат на дълбочина от 400 – 500 m до 1000 – 1500 m. Тяхната температура е от 3 до 7 °C, солеността им има най-ниски стойности 34,0 – 34,9‰ и съдържание на кислород 3,0 – 6,2 l/m3, който край континенталния склон на Африка намалява до 1,0 – 2,5 l/m3). Подповърхностните и междинните води извършват антициклонална (по часовниковата стрелка) циркулация, по източната периферия на която характеристиките на тези води се пренасят чак до екватора. Дълбочинните води в северната част на Атлантическия океан се формират при участие на дълбочинни води постъпващи от Средиземно море, определящи тяхната висока соленост, и дълбочинни води постъпващи от Гренландско море, влиянието на които се ограничава в крайните северни части на океана. Дълбочинните води се разполагат в слоя от 1000 – 1500 m до 3500 m в южно направление. Тяхната температура е 2,5 – 3 °C, соленост 34,71 – 34,99‰ и съдържание на кислород 4,5 – 6,4 l/m3). Води с най-голяма плътност се образуват в антарктическите ширини, където те потъват до дъното и се придвижват в придънния слой на север. Тяхната температура е 1 – 2,5 °C (под 0 °C във високите южни ширини), соленост 34,64 – 34,89‰ и съдържание на кислород 4,5 – 5,9 l/m3. По този начин във вертикалната структура на водите на Атлантическия океан се отчитат подповърхностни и дълбочинни максимуми и междинен минимум на соленост и кислород.

## Стопанско значение
Атлантическият океан допринася значително за икономическото развитие в крайбрежните страни. Освен че предлага лесно достъпни търговски пътища (2/3 от товарооборота на световното корабоплаване), Атлантическият океан има петролни залежи, изобилие от утаечни скали, както и най-богатите ресурси на риболов в света (около 2/3 от световния улов на риба), който е най-интензивен в североизточната част на океана – Северно и Балтийско море. Другите райони с интензивен риболов са северозападната част на океана по бреговете на Нюфаундленд, край бреговете на Гренландия, полуостровите Лабрадор и Нова Скотия, в западната част на океана – Карибско море, Мексиканския залив, както и близо до югозападния бряг на Африка. Нефт се добива главно в шелфа на Мексиканския залив, Карибско море и Северно море. По неговото крайбрежие е съсредоточено над 4,5 от производството на световната промишлена продукция и около 2/5 от населението на света.
Неговите води мият бреговете на 96 суверенни държави и зависими територии (в курсив):
- Абхазия
- Албания
- Алжир
- Ангола
- Антигуа и Барбуда
- Аржентина
- Бахамски острови
- Барбадос
- Белиз
- Белгия
- Бенин
- България
- Босна и Херцеговина
- Бразилия
- Великобритания
- Венецуела
- Габон
- Гвиана
- Гамбия
- Гана
- Гватемала
- Гвинея
- Гвинея-Бисау
- Германия
- Гренада
- Гърция
- Грузия
- Дания
- Демократична република Конго
- Доминика
- Доминиканска република
- Египет
- Екваториална Гвинея
- Естония
- Западна Сахара
- Израел
- Ирландия
- Исландия
- Испания
- Италия
- Кабо Верде
- Камерун
- Канада
- Кипър
- Колумбия
- Коста Рика
- Кот д'Ивоар
- Куба
- Латвия
- Либерия
- Ливан
- Либия
- Литва
- Мавритания
- Малта
- Мароко
- Мексико
- Монако
- Намибия
- Нигерия
- Никарагуа
- Норвегия
- Палестинска автономия
- Панама
- Полша
- Португалия
- Република Конго
- Русия
- Румъния
- Сао Томе и Принсипи
- Сенегал
- Сейнт Винсент и Гренадини
- Сейнт Китс и Невис
- Сейнт Лусия
- Сиера Леоне
- Сирия
- Словения
- Суринам
- САЩ
- Того
- Тринидад и Тобаго
- Тунис
- Турция
- Северен Кипър
- Украйна
- Уругвай
- Финландия
- Франция
- Хаити
- Нидерландия
- Хондурас
- Хърватия
- Черна гора
- Чили
- Швеция
- Република Южна Африка
- Ямайка

По бреговете на океана са разположени болшинството от големите световни морски пристанища:
- Европа – Осло, Гьотеборг, Стокхолм, Санкт Петербург, Талин, Гданск, Копенхаген, Хамбург, Амстердам, Ротердам, Антверпен, Нюкасъл, Хъл, Лондон, Дъблин, Хавър, Бордо, Сантандер, Лисабон, Валенсия, Барселона, Марсилия, Генуа, Неапол, Бари, Риека, Пирея, Солун, Истанбул, Бургас, Варна, Констанца, Одеса, Николаев, Севастопол, Керч, Ростов на Дон;
- Азия – Самсун, Зонгулдак, Измир, Бейрут, Тел Авив, Порт Саид;
- Африка – Александрия, Бенгази, Триполи, Тунис, Алжир, Оран, Танжер, Казабланка, Дакар, Конакри, Фрийтаун, Монровия, Абиджан, Акра, Лагос, Либревил, Пуент Нуар, Луанда, Уолфиш Бей, Кейптаун;
- Южна Америка – Байя Бланка, Буенос Айрес, Монтевидео, Сантус, Рио де Жанейро, Салвадор, Ресифи, Джорджтаун, Каракас, Маракайбо, Картахена;
- Северна Америка – Колон, Веракрус, Санто Доминго, Порт о Пренс, Хавана, Галвестън, Нови Орлеан, Майами, Норфолк, Балтимор, Ню Йорк, Бостън, Халифакс, Квебек.

Атлантическият океан притежава също гъста мрежа от подводни комуникационни кабели с обща дължина над 200 000 километра, включително 16 трансатлантически, които свързват Европа с Америка. Първият подводен кабел между Европа и Северна Америка е поставен през 1866 г., а през 1882 г. друг кабел свързва Европа с Южна Америка.

## Историческа справка за изследването на океана
Историята на изследването на Атлантическия океан може да бъде разделена на 3 периода:

### Първи период: От древните плавания до 1749 г.
Първият период се характеризира с изучаването на разпределението на водата и сушата в океана в тази част на земното кълбо, установяване на континенталните му граници и връзката му с другите океани. По време на първите известни плавания на финикийците (1200 г.пр. Хр), картагенците (5 в. пр.н.е.), гърците (4 – 2 в. пр.н.е.) и римляните (3 – 1 в. пр.н.е.) били получени сведения за крайбрежните води на океана, за европейските и североафриканските му брегове. През 9 – 10 век. викингите плавали към Исландия, Гренландия и Северна Америка. Славянските племена през средните векове извършват плавания в Балтийско море. През 15 век испански и португалски моряци започват да извършват далечни плавания в търсене на морски път към Индия и Китай. Най-важните плавания от този период са извършени от Бартоломео Диаш (1487), Христофор Колумб (1492 – 1503), Джон Кабот (1497) и Вашку да Гама (1498). През 1520 г. Фернандо Магелан по време на първото околосветско плаване преминава през Магелановия проток от Атлантическия в Тихия океан. През 16-и и 17 век европейските мореплаватели усвояват бреговете на Северна Америка – Джон Дейвис (1576 – 78), Хенри Хъдсън (1610), Уилям Бафин (1616) и др. В началото на 18 век било завършено изучаването на голяма част от Атлантическия океан, но неговите южни граници били открити чак през 1819 – 21 г. от руските мореплаванели Фадей Белингсхаузен и Михаил Лазарев.

### Втори период: От 1749 до 1872 г.
Вторият период се характеризира с началото на изучаването на физическите свойства на водата и правеждане на първите дълбоководни изследвания. През 1749 г. били проведени от Хенри Елис рървите измервания на температурата на водата на различни дълбочини. Те били повторени от Джеймс Кук (1772), Орас дьо Сосюр (1780), Иван Крузенщерн (1803 и др.). Германският физик на руска служба Хайнрих Ленц първи използва използва ботометър (прибор за вземане на проби от вода на различни дълбочини) и провежда първите наблюдения на плътността на водата на различни дълбочини. Събраният от изследователите от различни страни през този период материал позволява да се състави карта на течението Гълфстрийм (Бенджамин Франклин, 1770), карта на дълбочините в северната част на океана (Метю Фонтейн Мори, 1854), карта на ветровете и теченията (Метю Фонтейн Мори, 1849 – 60) и множество други изследвания.

### Трети период: След 1872 г.
През третия период започват да се провеждат комплексни океанографски изследвания на океана със специално оборудвани експедиционни кораби. Английската експедиция на кораба „Челинджър“ (1872 – 76) провела физични, химични и биоложки наблюдения, в резултат на които бил събран обширен материал, издаден от Дж. Мъри в 50 тома. След нея последвали експедициити на корабите „Газела“ (1874 – 76), „Витяз“ (1886 – 89), „Валдивия“ (1898 – 99), „Гаус“ (1901 – 03) и др. Най-крупни дейности били проведени на корабите „Метеор“ (1925 – 38), „Дискавъри ІІ“ (от 1931 до края на 1970), „Атлантис“ (от 1933) и др. Голямо значение за изучаването на Атлантическия океан имат обединените океанографски изследвания проведени в периода на Международната геофизическа година (МГГ, 1957 – 58). Работите по програмата на МГГ дали началото на широки международни контакти в изучаването на океана по програми в началото като международно геофизическо сътрудничество, а след това (от 1960) като Междуправителствена океанографска комисия. През 1963 – 64 е проведена крупна експедиция по изследване на екваториалните и тропични зони на океана – програма „Еквалант“.